# Temptation (песня)
«Temptation» (рус. Искушение) — песня британской группы New Order, выпущенная на сингле в 1982 году. Сингл занял 29-е место в британском хит-параде. В 1982 году было записано две версии: короткая и длинная для 12-дюймового сингла. Это была первая пластинка New Order, которую они сами продюсировали.

## История создания
Впервые «Temptation» была исполнена — ещё без чёткого текста — в сентябре 1981 года. Она была построена на ритмической основе предыдущего сингла — «Everything’s Gone Green» 1981 года. «Temptation» был первой самостоятельной работой New Order в качестве продюсеров, после того их пути с Хэннетом разошлись. Возможно этим объясняется достаточно мутное сведение звука; тем не менее, песня особенно впечатлила Джона Пила, ведущего музыкальной радиопередачи на Би-би-си, который способствовал популяризации сингла. Самнер признаётся, что «Temptation» остаётся его наиболее любимой песней. Самым слабым местом «Movement» он, как и критики, считал тексты песен: это были пастиши на стихи Кёртиса, но не имевшие степень его вдохновения, что делало их искусственными. В «Temptation» Самнер решил полностью отойти от попыток петь и писать под Кёртиса. Неровный вокал и абстрактные образы, наконец, дали толчок раскрытию его собственного поэтического таланта.

## Последующие версии
В мае 1987 года New Order переписали «Temptation» вместе с «Confusion» для своего первого сборника Substance, в котором были собраны все синглы группы, вышедшие к лету 1987 года в 12-дюймовом формате. Именно эта версия наиболее часто звучит по радио и включается в саундтреки.
В 1998 году была записана короткая версия «Temptation» для спортивных игр. Она вошла в дополнительный диск бокс-сета Retro (2002).

## Значение
Британский журнал New Musical Express включил данную композицию в свой список «500 величайших песен всех времён», разместив её в нём на 228-й позиции.

## Издания

### 7" version — FAC 63
1. «Temptation» — 5:21
2. «Hurt» — 4:47

### 12" version — FAC 63
1. «Temptation» — 8:47
2. «Hurt» — 8:13